# Lomaria palmaeformis
Lomaria palmaeformis là một loài thực vật có mạch trong họ Blechnaceae. Loài này được (Thouars) Desv. mô tả khoa học đầu tiên năm 1827.